# Origine della settimana cristiana
Nell'antichità la settimana planetaria non aveva la struttura odierna, ossia non decretava un giorno di festa con cadenza periodica. Infatti il ciclo di sette giorni non ha alcun rapporto con altre unità temporali, non essendo una divisione del mese né delle lunazioni, ma semplicemente una comoda divisione temporale. Tuttavia essa è molto antica, come il suo legame coi pianeti. Per esempio, i Caldei, conoscendo solo cinque pianeti, utilizzavano settimane di cinque giorni, mentre i Babilonesi, come indicato nel codice di Hammurabi (risalente al 2000 a.C.), avevano settimane di sette giorni, così come gli ebrei e, molto probabilmente,  gli antichi egizi.
Attraverso queste culture la settimana di sette giorni arrivò a Roma, sostituendo il ciclo delle nundinae (i giorni di mercato) di otto giorni già dal I secolo a.C. I romani diedero ai giorni i nomi delle principali divinità (anche quelle provenienti da altri Paesi), pur slegando tale ciclo dalle feste, che invece erano stabilite secondo i criteri della religione classica.
I cristiani ereditarono tale settimana, ma introducendo il giorno del Signore, la domenica, giorno non di riposo, come per gli ebrei il sabato, bensì di gioia, dunque di festa. Tale innovazione ebbe una straordinaria fortuna, radicandosi appieno nella cultura cristiana e, negli ultimi secoli, anche nelle altre. Tuttavia l'evoluzione della settimana non è così lineare come potrebbe sembrare, ma è il frutto di un processo caratterizzato da scelte per nulla ovvie e da diverse contese.

## La scelta del giorno di culto
Il culto cristiano iniziò a diffondersi molto presto, e con l'aumento del numero dei fedeli si sentì probabilmente la necessità di fissare un giorno in cui tutta la comunità si potesse riunire per celebrare insieme i misteri della resurrezione di Cristo, creando in tal modo un'identità indipendente da quella ebraica, tanto più che molti di coloro che avevano aderito alla nuova religione non provenivano dal Giudaismo. Quasi certamente i primi giudeo-cristiani continuarono a rispettare il riposo sabbatico, recandosi alla sinagoga per la lettura della Scrittura e per pregare, come avveniva in tutta la Giudea, ormai colonia romana. Dopo di che si riunivano in case private di qualche cristiano abbiente, imitando in tal modo gli apostoli che avevano atteso la venuta dello Spirito Santo. Ciò non significa che la domenica sia una diretta conseguenza del sabato, ma non si può negare che la ricorrenza settimanale abbia una derivazione ebraica. In ogni caso la concezione cristiana del tempo è ben diversa da quella dei giudei: infatti se il sabato ebraico è giorno di Jahvè e quindi caratterizzato dal divieto di svolgere qualsiasi attività, per i cristiani tutto il tempo è di Dio, e la domenica è solo il giorno dedicato alla memoria.

### Perché la domenica?
La scelta del primo giorno dopo il sabato non è casuale. Infatti la Resurrezione di Cristo sarebbe avvenuta in quel giorno della settimana, come attestato nei quattro Vangeli canonici, anche se molti studiosi sostengono che la scelta sia una derivazione sincretica, partendo dal giorno dedicato a Mithra o dalle festività della setta di Qumran. Per quanto riguarda il culto di Mithra non sembra esserci un collegamento diretto, se si considera che non esiste alcun dato che attesti lo statuto di giorno festivo del dies solis mithraico. Indirettamente però, la domenica era il giorno di Sol Invictus, che da Mitraismo e Zoroastrismo trae le sue origini, e che Costantino I fece associare al culto di Cristo per promuovere il Cristianesimo.
Riguardo al collegamento con la setta di Qumran: questi seguono un calendario solare, il cosiddetto Calendario dei Giubilei, di 52 settimane, in cui tutte le feste cadono ogni anno nello stesso giorno della settimana. Secondo questo calendario, due delle più importanti feste giudaiche, l'Omertag (l'offerta delle primizie e primo giorno dell'anno) e la Pentecoste, cadono di domenica, mentre la maggior parte delle altre festività cadono di mercoledì e di venerdì, giorni di digiuno, proprio come nel Cristianesimo, in cui vi si ricorda l'arresto di Gesù e la Sua crocifissione. È possibile ci sia stata un'influenza sulla Chiesa cattolica, tanto più che i qumraniti erano degli specialisti del calendario. Tuttavia, come sottolinea Rordorf, se si accettasse questa tesi si cadrebbe in contraddizione, perché si può essere verificata solo una delle due situazioni: «o l'influenza di Qumran è stata decisiva e perciò la resurrezione di Gesù è stata attribuita nella tradizione di domenica; o la resurrezione di Gesù è effettivamente avvenuta di domenica, e ciò senza alcun apporto – sia pure di natura psicologica – da parte di una tradizione risalente a Qumran».

## Le prime testimonianze della celebrazione domenicale

### Il Nuovo Testamento
L'importanza della domenica è ricordata ben presto da Paolo: il primo giorno dopo il sabato diventa il giorno dedicato alla colletta, attività di primaria importanza all'interno della primitiva comunità cristiana. In 1Cor 16, 1-2, l'apostolo si rivela molto esplicito: «Riguardo poi alla colletta in corso a favore dei fratelli, fate anche voi come ho ordinato alle chiese della Galazia. Ogni primo giorno della settimana (κατὰ μία σαββάτου) ciascuno metta da parte ciò che gli è riuscito di risparmiare, perché non si facciano le collette proprio quando vengo io». Questa lettera fu scritta intorno al 54, ciò significa che sin da allora la domenica, o meglio, il primo giorno della settimana aveva assunto questo ruolo privilegiato. Ma non si trova in tutta la Bibbia una affermazione di cambiamento di giorno di riposo dal sabato alla domenica. Molti testi come quello di Romani 14 o Colossesi 2, sono usati fuori contesto. Non si specifica che il testo di Romani 14 si concentra sulle carni sacrificate agli idoli, mentre quanto si citano i sabati si omette di dire che nel calendario degli ebrei esistevano anche i cosiddetti "grandi sabati", chiamati si con il nome di sabato ma che potevano cadere in altri giorni della settimana.
È un errore credere che nel primo secolo il giorno di culto rimase il sabato per i cristiani quando testi cristiani del primo e secondo secolo già riportano l'osservanza della domenica (Ignazio di Antiochia, Giustino, Ireneo di Lione, ecc). Il nuovo testamento fa capire bene che Paolo insegnava agli ebrei di sabato per portare il vangelo a loro che non credevano ancora in Gesù e predicava tutti i giorni, non solo al sabato, quando era con i pagani.
Si compie un passo avanti nel momento in cui si parla di riunione domenicale. La prima testimonianza è sempre un passo neotestamentario, At 20, 7, in cui si dice: «Il primo giorno della settimana eravamo riuniti per spezzare il pane. Paolo, che doveva partire il giorno dopo, discorreva con essi e prolungò il discorso fino a mezzanotte». Oltretutto sono presenti importanti termini chiave: “Ἐν δὲ τῇ μιᾷ τῶν σαββάτων”, sono le stesse parole utilizzate per indicare il giorno della resurrezione di Gesù in tre dei Vangeli; “κλᾶν (κλάσαι) ἄρτον” sono i termini tecnici per indicare l'eucaristia, così come il verbo συνέγειν (συνηγμένων) indica i raduni cristiani. Il testo è stato redatto intorno agli anni 80, e la difficoltà d’interpretazione deriva soprattutto dall’inesistenza di passi paralleli nel Nuovo Testamento o in altri testi coevi.
La domenica non è quindi una continuazione o la sostituzione del sabato nella nuova alleanza, ma una iniziativa cristiana che parte dalla risurrezione di Cristo, indipendente e svincolata dalla legge di Mosè. Il sabato è inserito nel Decalogo (Esodo 20), Legge che non rispecchia esclusivamente il carattere eterno del suo autore, cioè Dio, ma è solo un simbolo della legge che Dio diede a Mosè. La legge eterna di Dio è sparsa per tutta la scrittura e i comandamenti morali più importanti non sono compresi nel decalogo: "ama dio e il prossimo" sono inseriti nella legge di Mosè e non erano dentro l'arca dell'alleanza. Dentro l'arca non c'erano solo ed esclusivamente i comandamenti morali eterni ma leggi che simboleggiavano l'alleanza tra Dio ed il suo popolo, simboleggiato dagli ebrei. Quando Gesù indica i comandamenti morali più importanti ne cita due che non sono nel decalogo e non erano nell'arca dell'alleanza.I comandamenti morali sono presenti eccome nel decalogo. Infatti i primi 3 riguardano l'adorazione a DIO, mentre dal quinto al decimo si parla di amore verso il prossimo. Rimane il quarto che, a differenza di tutti gli altri ci ricorda DIO creatore.

### I testi del I e del II secolo
Dobbiamo infatti aspettare almeno dieci anni per trovare un altro testo che ci parli delle riunioni domenicali, ma in questo caso il testo non ammette repliche.  Nella Didaché, redatta tra il 90 ed il 100, all'inizio del quattordicesimo capitolo, si dice: «Nel giorno domenicale del Signore radunatevi, spezzate il pane e rendete grazie». La pratica forse non appare ancora consolidata, considerando che il testo ne dà ancora le direttive, ma è certo che inizia a diffondersi.
Dopo il 100 abbiamo numerosi testi che ci parlano di queste riunioni. Ma se è importante che ce ne parlino ancora gli autori cristiani, come sant'Ignazio di Antiochia, significativa è anche la testimonianza esterna di un autore pagano, Plinio il Giovane che, come governatore della Bitinia nel 112, chiede all'imperatore quale atteggiamento debba egli assumere nei confronti dei cristiani, il cui numero è in crescita, che si rifiutano di sacrificare all'imperatore e che «essent soliti stato die ante lucem convenire carmenque Christo quasi deo dicere». È poi rilevante che la pratica appaia consolidata, considerato che Plinio la utilizza come fattore distintivo. Ciò è molto importante perché ci permette di affermare che negli anni '10 del I secolo la domenica è diventata definitivamente il giorno di culto dei cristiani, che iniziano così ad essere considerati una comunità separata da quella ebraica.

## La polemica sul rispetto del sabato
I primi cristiani vivevano però una situazione di forte contrasto: alla luce della parola di Gesù, potevano rigettare l'antica Legge e, di conseguenza, il rispetto del sabato? In fondo si sarebbe potuto continuare a rispettare il riposo sabbatico per ricordare il settimo giorno della creazione, in cui Dio si riposò, e poi celebrare la domenica in ricordo della resurrezione. Dopo un periodo di forte incertezza, si è invece deciso di privilegiare la domenica, rigettando il sabato perché non conforme al nuovo credo.

### Gesù e il sabato
Il punto di partenza sono nuovamente le Sacre Scritture, perché già nei Vangeli si possono trovare le prime indicazioni. Più di una volta Gesù compie dei miracoli nel giorno di sabato, cosa che scandalizza moltissimo i giudei, perché così si infrange il sabato. Le guarigioni non sono mai improrogabili, come ben si sottolinea, ad esempio, nel caso narrato in Lc 13, 10-17: una donna, inferma da diciotto anni, si reca alla sinagoga in cui si trovava Gesù, che la guarisce nonostante sia sabato. Il capo della sinagoga è nel giusto quando lo accusa di aver violato il sabato, e questo episodio appare come una provocazione, o una dimostrazione da parte di Gesù, esattamente come quando i discepoli, di sabato, raccolgono delle spighe per cibarsene . All'accusa mossagli dai farisei, Gesù risponde con esempi biblici di violazione del sabato, e poi aggiunge: «Il sabato è fatto per l'uomo e non l'uomo per il sabato! Perciò il Figlio dell'uomo è padrone anche del sabato».

### Gli apostoli e i primi cristiani non osservavano più il sabato
I primi cristiani sin dalle origini, subito dopo la resurrezione di Cristo, hanno celebrato il giorno di domenica abbandonando il sabato in modo graduale, mano a mano che aumentava la loro comprensione del passaggio dalla vecchia alleanza alla nuova nel sangue di Cristo. Gesù fa capire che il sabato è solo un cerimoniale della legge mosaica di secondaria importanza. Il giorno di riposo giudaico, il sabato, è stato fatto per dedicarsi a Dio e agli altri solo all'interno della legge che Dio diede agli ebrei. Dio nel giardino dell'Eden non aveva disposto un giorno di riposo per gli uomini perché il tempo nel paradiso non logorava, l'attività (non erano immobili) non comportava stanchezza e perciò non c'erano malattie e morte. L'attività era spontanea, qualunque lavoro vi fosse non era sentito con fatica, v'era buona comunicazione con Dio.
Il riposo del sabato è stato dato ai giudei solamente con la Legge di Mosè e, a imitazione del Creatore, che dopo i sei giorni occorsi per la creazione, nel settimo, lo Shabbat, si riposò.  Nel paradiso dell'Eden non esisteva il riposo sabbatico prima del peccato di Adamo perché la creatura entrava in comunione con Dio quotidianamente, in un sabato quotidiano a partire dal primo sabato alla creazione senza bisogno del rituale giudaico di riposare ciclicamente ogni sette giorni. Dal Nuovo Testamento, siccome attesta espressamente che non abolisce bensì completa la Legge veterotestamentaria, si può desumere che un conto è la permissione di riposo per i servi, e altro conto è il divieto di operare liberamente. Il Concilio di Gerusalemme (cfr. Atti, 15) il primo grande concilio cristiano, abolisce le pratiche dei sacrifici fisici, tra cui la circoncisione, in quanto Gesù Cristo ha già perito per tutti gli uomini.
L'astensione dal lavoro nel sabato non è un comando universale. Il sabato è una durata decisa umanamente nell'area culturale giudaica. Al di fuori di essa non è riconosciuto il comando dell'astensione dal lavoro nel sabato. Asserire “….il vero giorno di riposo cristiano è il sabato e non la domenica….” è una ingenuità. Il giorno di sabato avrebbe potuto essere chiamato domenica, non essendoci note correlazioni astronomiche coi giorni della settimana. Tale cambiamento o slittamento dei nomi potrebbe ancora avvenire se si spostasse per convenzione internazionale la linea del cambiamento di data lungo i fusi orari.
Quanto detto sopra non viene riconosciuto da qualche comunità Evangelica e Protestante Cristiana in quanto, per queste, il Sabato, scritto testualmente sulla Bibbia, è un PATTO ETERNO fra Dio e l'uomo. Non è quindi ingenuo pensare che il giorno di riposo sia rimasto realmente il Sabato in quanto Dio non scioglie i legami fatti sulla terra (Anche questo scritto sulla Bibbia). È invece la conclusione logica.
Non sappiamo se il tempo santo del settimo giorno della Creazione sia il medesimo che si ripete ciclicamente fin oggi col nome di sabato; possiamo immaginare che il tempo mitico della Creazione iniziò di sabato nella prima settimana del cosmo, e che nel giardino dell'Eden  tutti i giorni della settimana fossero di sabato, cioè momenti di gioia e letizia che avrebbero potuto proseguire quotidianamente per sempre.
Tale condizione paradisiaca è stata persa dalla disubbidienza originale (o peccato originale) e viene progressivamente riportata sulla Terra dal ritorno glorioso di Cristo: è una condizione di agio e di attività entusiastica a cui i cristiani anelano per sé e per l'universo.
Gesù Cristo con il termine “comandamenti” non intende automaticamente il Decalogo. Nella bibbia il termine indica generalmente la volontà di Dio. Infatti Gesù stesso indica come comandamenti leggi che non sono nel decalogo come: “amerai il prossimo come te stesso” (comandamento che non è nel decalogo)  - Matteo 19,19 - oppure “non frodare” (altro comandamento che non è nel decalogo) – Marco 10,19. Anche gli ebrei del tempo più esperti nella legge con il termine comandamenti non intendevano esclusivamente il decalogo. Infatti il giovane che osservava la legge sin dalla sua giovinezza quando senti' parlare di comandamenti da Gesù non intese automaticamente che si trattava del decalogo ma chiese “quali comandamenti?” – Matteo 19,18.
Per avere la vita eterna occorre essere graziati da Dio e riceverne il dono di volontà di bene (o "buona volontà"); osservare i 2 comandamenti evangelici è segno di questa Grazia, segno di salvezza. I rituali veterotestamentari e tutta la legge di Mosè incluso il riposo sabbatico sono ritenuti dal cristiano comandamenti che una volta erano necessari, in quanto i comandamenti nuovi non erano assimilabili (Cfr. Mt 19:8 «Fu per la durezza dei vostri cuori che Mosè vi permise di mandare via le vostre mogli; ma da principio non era così»); continuare a volerli osservare per avere in cambio la vita eterna rientra in una logica di scambio, una logica commerciale e rigida, perché le leggi per quanto precise non possono coprire PER SEMPRE tutte le vicende e i casi umani. Persino gli stati moderni più evoluti riconoscono che le leggi devono essere interpretate nel loro spirito e non prese "alla lettera".
La salvezza è donata da Dio, e non è neppure conseguenza del successo dell'insuccesso esteriore della volontà di bene. Il cristiano non subordina la condizione paradisiaca ai risultati delle proprie azioni, non ha attaccamento ai risultati, ma (forse a differenza del buddhista) è affezionato alla vita anche nelle sue forme materiali.

### I Padri della Chiesa
I primi padri della Chiesa sono tutti concordi nell'affermare la necessità di superare il sabato, perché ormai la Legge non è più attuale. Il principale motivo di tale abbandono risiede nel fatto che per i cristiani la Legge fu data ai giudei come segno dei loro peccati, ma questi sono stati lavati dal Sacrificio di Cristo. Così Giustino, a metà del II secolo, argomenta la sua difesa dall'accusa mossagli dall'ebreo Trifone di non rispettare il sabato e per questo di essere peccatore. Inoltre aggiunge che, se per i giudei solo il sabato è giorno del Signore, per i cristiani tutti i giorni sono di Dio e tutti i giorni, in egual modo, devono essere dedicati a Lui, compiendo opere buone ed astenendosi dai peccati.
Esiste anche un'interpretazione del sabato più spiritualizzante ed allegorica, che porta al superamento del riposo sabbatico. Ce lo testimonia la Lettera di Barnaba, al quindicesimo capitolo, che riporta l'interpretazione del decalogo. Qui si dice che non si deve interpretare la Scrittura alla lettera, perché quando è scritto Dio compì la creazione in sei giorni, significa che occorrono seimila anni perché egli completi la Sua opera. Il settimo giorno in cui si riposa non equivale al sabato, ma al settimo millennio, quando ci sarà la seconda venuta del Figlio, che porrà fine al regno dell'empietà, ed allora Dio si riposerà, così come si riposeranno gli uomini, o almeno coloro che sono stati giustificati. Il sabato gradito a Dio non è dunque quello ebraico, ma il sabato della seconda venuta, quello in cui ha messo a riposo l'universo e che segna l'inizio dell'ottavo giorno, del giorno del Signore, l'inizio di un nuovo mondo.
Il problema sembrerebbe risolto così, ma in realtà, nonostante nei secoli II e III ci siano moltissimi autori che si scagliano contro la Legge ed il sabato, non solo i cristiani continuano a rispettare il riposo sabbatico, ma troviamo alcuni autori che si schierano a favore di tale pratica. Il revival del sabato si manifesta a partire soprattutto dal IV secolo, come ci testimonia la Vita Prima di san Pacomio, redatta intorno al 370: «…(Pacomio) prescrisse che si tenessero tre istruzioni e che l'amministratore del convento ne facesse tenere una il sabato e due la domenica…» . Un altro illustre testimone è Epifanio di Salamina, che, scrivendo intorno al 377, ci dice: «In certi luoghi anche di sabato vengono tenute assemblee, non dappertutto però» , che ci fa sapere che tale pratica non è però diffusa ovunque. In un primo istante si potrebbe pensare che ciò sia dovuto alla sopravvivenza di un “partito” giudaizzante, rifiorito nel IV secolo. Contro questa ipotesi tuttavia si pone il fatto che prima dell'età costantiniana non esistono testimonianze che ci parlano di celebrazioni eucaristiche di sabato. Sebbene alcuni autori critichino le celebrazioni eucaristiche che avvengono di sabato, vedendovi una ricaduta nel Giudaismo, per i cristiani il sabato ha completamente perso il valore che ha per i giudei, così non c'è più alcun rischio di cadere in confusione tra il significato del sabato e quello della domenica. Infatti non si parla mai di riposo sabbatico, ma di celebrare l'eucaristia.
Le polemiche dureranno ancora secoli, perché l'usanza di riposare il sabato non si estinguerà per molto tempo ancora, tant'è che ne ritroviamo una testimonianza nella Roma di Gregorio Magno, quindi già a cavallo tra il VI ed il VII secolo. Il pontefice critica la pratica di alcuni cristiani di rispettare le feste giudaiche insieme a quelle cristiane, vista come un preludio della venuta dell'anticristo, ma dimostrando come ancora, agli inizi del VII secolo, quando ormai il Cristianesimo dovrebbe aver consolidato i suoi capisaldi, ci siano ancora queste confusioni.

## La cristianizzazione del tempo civile
«La scansione del tempo che si realizza durante il IV secolo è stata una delle rivoluzioni sociali e religiose più radicali e durature, la quale ha riguardato tutta la storia posteriore. Ancora oggi essa regola la vita dell'uomo sociale. Questa cristianizzazione del tempo inizia con l'imperatore Costantino con il riconoscimento della domenica come giorno festivo e si amplia con i suoi successori fino ad inglobare, già alla fine del quarto secolo, tutto l'anno liturgico cristiano» . Con queste parole il professore Di Berardino inizia un suo articolo sulla cristianizzazione del tempo, un fenomeno sociale che è stato fondamentale nella storia dell'Occidente, cambiando completamente l'organizzazione temporale dell'impero.

### I primi tre secoli
Inizialmente i cristiani non vollero trasporre il riposo sabbatico alla domenica, perché la concezione della festa era diversa: il giorno del Signore non possedeva una qualitas diversa da quella degli altri giorni, e l'unica cosa di cui ci si dovesse preoccupare era di non astenersi dalle riunioni eucaristiche. Così, nel 300 circa, aveva decretato il Concilio di Elvira: «Si quis in ciuitate positus tres dominicas ad ecclesiam non accesserit, pauco tempore abstineatur, ut correptus esse uideatur». Per il cristiano diventa quindi un dovere inequivocabile recarsi in chiesa ogni domenica, creando delle difficoltà per chi era costretto a lavorare. Di conseguenza occorreva che la domenica diventasse un giorno festivo. Generalmente, i Romani rispettavano le feste dei popoli sottomessi, come il sabato ebraico, ma per i cristiani la situazione era più complicata, perché essi non erano inscrivibili in un determinato popolo, ma la religione prevaricava ogni confine etnico.

### Costantino Magno
Fu probabilmente per questo motivo che Costantino, in un decreto del 321 conservatoci nel Codex Iustinianus, vieta ogni attività lavorativa, eccetto quella agricola, nel dies solis. Ma soprattutto vieta le attività dei giudici, dimostrando in tal modo come l’imperatore volesse proteggere i cristiani nel giorno in cui essi dovevano recarsi in chiesa, dando loro il tempo necessario ed evitando che essi fossero disturbati dai litigi. Si potrebbe a questo punto fare un'osservazione: Costantino non utilizza il termine dies dominica, ma dies solis, per cui forse non si riferisce alla domenica cristiana, bensì al giorno del sole. Tuttavia, se egli avesse utilizzato il nome cristiano, avrebbe pubblicato una legge incomprensibile alla maggior parte dei cittadini, mentre in questo modo si faceva capire da tutti, cristiani e pagani. Inoltre, è molto probabile che il redattore della legge fosse un pagano, come la maggior parte dei burocrati dell'impero. L’idea che egli voglia proteggere i cristiani è supportato dal fatto che, qualche decennio dopo, una legge proibisce che i giudei siano chiamati in tribunale di sabato.

### La domenica come giorno festivo: giochi ed emancipazioni
La legge fu più volte ribadita dai successori di Costantino e dallo stesso imperatore, e ciò dimostra che ci fu una certa difficoltà nell'istituire un giorno di festa comune a tutti in cui ci si dovesse astenere dal lavoro. Per i romani, infatti, durante le feste le attività non venivano interrotte, eccetto quelle giuridiche, che risentivano della qualitas negativa dei giorni di appartenenza divina. Nella maggior parte dei casi, essi organizzavano degli spettacoli per divertire gli dei e, quindi, ingraziarseli, scongiurando in tal modo ogni pericolo derivante dai dies nefasti. Così, quando la domenica divenne un giorno festivo, uno dei primi segni di normalizzazione fu proprio l'organizzazione di giochi, cosa che inorridì i vescovi di tutto l'impero. Così accadde che nel 392 gli imperatori Valentiniano, Teodosio ed Arcadio proibirono di organizzare spettacoli di domenica, a meno che non si trattasse dei festeggiamenti per il compleanno dell'imperatore.
Un altro elemento che rese la domenica un giorno di festa fu l’idea dei giudici che ogni atto decretato in questo giorno non avesse valore, perché, essendo festa, era un giorno nefasto, quindi interdetto alle attività giuridiche. La controversia riguardava le emancipazioni e le manomissioni, che, secondo la legge del 3 luglio 321, sempre di Costantino, erano le uniche attività giuridiche permesse. Però, come abbiamo più volte detto, la domenica cristiana non ereditò mai questa qualitas negativa, ma anzi si ricoprì di un significato di compassione, diventando anche il giorno in cui i carcerati erano portati fuori per essere interrogati, minacciando pene per i giudici che trasgredivano a tale ordine.

### Le feste cristiane: le uniche nell'Impero
Tuttavia, man mano che le feste cristiane furono inglobate nel calendario civile dell’impero, i giorni utili per i giudici diminuirono fino al punto di inceppare la macchina giudiziaria. La soluzione fu drastica ma risolutiva, e fu applicata nel 395, quando, sotto Arcadio ed Onorio, a Costantinopoli fu pubblicata la legge che prevedeva l’abolizione delle feste pagane, dando ai cristiani l’esclusiva sul calendario civile.

### La domenica come giorno di mercato
Infine la domenica divenne il giorno dedicato al mercato. Considerato che i Romani, pur conoscendola, non davano alla settimana alcun rilievo, essi seguivano un ciclo di otto giorni tipicamente preindustriale. Non essendoci abbastanza negozi, le vendite non potevano avvenire quotidianamente, ma si concentravano in un giorno con cadenza fissa, le nundine, giorni di mercato, così come ancora oggi esistono alcuni mercati settimanali. In questi giorni era festa anche nelle scuole, visto che queste erano situate presso il foro e quindi il rumore impediva lo svolgimento delle lezioni. Una volta che la domenica venne liberata da ogni attività, appare naturale che il mercato fu trasferito in tale giorno, facilitando in tal modo il radicarsi del ciclo settimanale anche nella vita sociale dei non cristiani.

## La nomenclatura dei giorni
Come abbiamo più volte ripetuto, la settimana ebraica è incentrata sul sabato, mentre gli altri giorni non hanno una loro identità indipendente, ma sono il primo, il secondo…il quinto giorno dopo il sabato, eccezion fatta per il venerdì, detto parasceve o avansabato (προσαββάτον), a ricalcare ancora maggiormente il valore del sabato, perché il giorno che lo precedeva serviva a preparare tutto ciò che occorreva per non infrangere il divieto sabbatico.

### La domenica
Per i primi anni, i cristiani mantennero tale nomenclatura: la domenica era “il primo giorno della settimana” (ἡ μιὰ τῶν σαββάτων), nonostante questo fosse il giorno più importante della settimana. Così è indicata in tutto il Nuovo Testamento, eccetto nell'Apocalisse di Giovanni, dove è chiamata “κυριακὴ ἡμέρα”, giorno del Signore. Che cosa significa? Visto il contesto abbiamo due possibilità: Pasqua annuale e dies dominica. Si può escludere facilmente la prima ipotesi, perché la Pasqua è sempre indicata con altri nomi e, visto che ricopre già un ruolo di grande importanza, i cristiani non avrebbero avuto alcuna ragione di cambiarne il nome. Appare quindi più che probabile che in questo caso ci si riferisca alla domenica, e che dunque questo testo, redatto intorno alla fine del I secolo, sia la prima testimonianza in cui la domenica è indicata con un nome simile a quello odierno. Nei testi non testamentari, quasi mai è indicata come “primo giorno della settimana”, ma generalmente con dies dominica, o il suo corrispondente greco κυριακὴ ἡμέρα. Anche nella Didaché, collocabile, come abbiamo visto, nell'ultimo decennio del I secolo, è chiamata allo stesso modo, insieme ad altri testi coevi o di poco posteriori e quindi databili nel II secolo.
Un altro modo di chiamare la domenica è “l'ottavo giorno”, continuando la numerazione della settimana prima. Tale maniera di indicare il giorno di culto cristiano deriva da una concezione spirituale della domenica e della circoncisione. Come ci dice Giustino, la circoncisione viene effettuata nell'ottavo giorno in previsione della vera circoncisione ad opera della Resurrezione, avvenuta appunto nell'ottavo giorno.
Sempre nel II secolo, e precisamente tra il 150 ed il 155, abbiamo la testimonianza di un cristiano che chiama la domenica con il nome pagano: è sempre Giustino che, nella sua Prima Apologia, parla di “giorno del sole” (τῇ τοῦ ἥλιου ἡμέρα). Ma se è raro che i cristiani utilizzino tale terminologia, con essa è indicata in tutta la legislatura imperiale del IV secolo. È così nella prima legge costantiniana del 321, e sarà così fino al 399, anno in cui è datata la prima legge in cui ci si riferisce alla domenica esclusivamente con il nome cristiano, anche se tale nomenclatura era comparsa prima, affiancando quella classica, scoprendo in ogni caso una mano cristiana.

### I giorni della settimana
Ci furono più difficoltà per indicare gli altri giorni della settimana. Almeno inizialmente, i cristiani non ebbero alcun problema a chiamare i giorni della settimana con i nomi dei pianeti, come ben dimostra Giustino. Inoltre i cristiani, evitando l'isolazionismo di tipo giudaico, vivevano come normali cittadini, avendo quindi numerosi rapporti con i pagani, per cui deve essere stato più facile utilizzare i nomi pagani dei giorni. 
Per i Romani ogni giorno era presieduto da una divinità, che ne influenzava la qualitas. Secondo i principi dell'armonia e della protezione di dette divinità, si decise, in tempi remoti, di seguire questo ordine: Saturno, Sole, Luna, Marte, Mercurio, Giove, Venere. I cristiani utilizzarono questa nomenclatura finché la Chiesa, temendo influssi paganeggianti o superstiziosi, decise di proibire tale usanza ed indicare tutti i nomi secondo l'uso ebraico. I giorni dal lunedì al giovedì divennero feria secunda, feria tertia, feria quarta e  feria quinta, creando così un paradosso che dura ancora oggi, dove i giorni lavorativi sono quelli feriali, mentre le feriae erano, per i romani, i giorni festivi. Il venerdì continuò ad essere chiamato parasceve, come in greco.